# سن ایگناثیو
سن ایگناثیو (به اسپانیایی: San Ignacio) یک شهرستان در شیلی است که در استان نوبل واقع شده‌است. سن ایگناثیو ۳۶۳٫۶ کیلومتر مربع مساحت و ۱۵٬۵۶۶ نفر جمعیت دارد و ۱۳۲ متر بالاتر از سطح دریا واقع شده‌است.